# آمازون کوبایی
آمازون کوبایی (نام علمی: Amazona leucocephala) نام یک گونه از سرده طوطی آمازون است.